# Saronno Foot-Ball Club 1931-1932
Questa voce raccoglie le informazioni riguardanti il Saronno Foot-Ball Club nelle competizioni ufficiali della stagione 1931-1932.

## Stagione
Il Saronno raccoglie molti giocatori della disciolta Isotta Fraschini di Milano. All'inizio del campionato viene inaugurato il nuovo stadio del Littorio, che diviene il campo casalingo dei biancocelesti.

## Organigramma societario
Area direttiva
- Presidente: Cav. Ugo Morganti
- Vicepresidente: Ing. Aldo Piselli
- Cassiere: Annibale Pasquino
- Consiglieri: Ing. Cav. Luigi Pontieri, Avv. Ferdinando Piovella.
- Campo: Via Monza.

Area organizzativa
- Segretario: Luigi Vassuri

Area tecnica
- Allenatore: Federico Dellavalle

## Rosa
| N. |                   | Ruolo | Calciatore           |
| -- | ----------------- | ----- | -------------------- |
|    | Italia (bandiera) | C     | Vincenzo Bonora      |
|    | Italia (bandiera) | C     | Onorato Bonzanni     |
|    | Italia (bandiera) | A     | Luigi Brignoli       |
|    | Italia (bandiera) | C     | Giuseppe Cantù       |
|    | Italia (bandiera) | A     | Luigi Cassaghi       |
|    | Italia (bandiera) | A     | Giuseppe Colombo     |
|    | Italia (bandiera) | D     | Ermenegildo Comi     |
|    | Italia (bandiera) | A     | Angelo Fenini        |
|    | Italia (bandiera) | D     | Enrico Forneris      |
|    | Italia (bandiera) | C     | Arturo Gentini       |
|    | Italia (bandiera) | C     | Mario Giannoni (III) |
|    | Italia (bandiera) | D     | Oberdan Inganni      |
|    | Italia (bandiera) | A     | Mario Lazzaroni      |

| N. |                   | Ruolo | Calciatore          |
| -- | ----------------- | ----- | ------------------- |
|    | Italia (bandiera) | C     | Enrico Legnani      |
|    | Italia (bandiera) | P     | Mario Losi          |
|    | Italia (bandiera) | A     | Masetta             |
|    | Italia (bandiera) | P     | Carlo Montrasio     |
|    | Italia (bandiera) | D     | Francesco Morellini |
|    | Italia (bandiera) | D     | Giordano Piccoli    |
|    | Italia (bandiera) | A     | Alfonso Pizzi       |
|    | Italia (bandiera) | A     | Felice Renoldi (II) |
|    | Italia (bandiera) | D     | Angelo Rigoni       |
|    | Italia (bandiera) | C     | Luigi Rivolta (c)   |
|    | Italia (bandiera) | P     | Giuseppe Rossoni    |
|    | Italia (bandiera) | A     | Secondo Tessiora    |

## Arrivi e partenze
| Acquisti | Acquisti         | Acquisti         | Acquisti   |
| -------- | ---------------- | ---------------- | ---------- |
| C        | Vincenzo Bonora  | Isotta Fraschini | libero     |
| D        | Onorato Bonzanni | Isotta Fraschini | libero     |
| A        | Luigi Brignoli   | Isotta Fraschini | libero     |
| A        | Luigi Cassaghi   | Isotta Fraschini | libero     |
| A        | Giuseppe Colombo | Isotta Fraschini | libero     |
| D        | Ermenegildo Comi | Isotta Fraschini | libero     |
| A        | Angelo Fenili    | Isotta Fraschini | libero     |
| D        | Enrico Forneris  | Isotta Fraschini | libero     |
| C        | Arturo Gentini   | Novara           | definitivo |
| D        | Oberdan Inganni  | Isotta Fraschini | libero     |
| P        | Mario Losi       | Isotta Fraschini | libero     |
| D        | Giordano Piccoli | Isotta Fraschini | libero     |
| C        | Angelo Rigoni    | Isotta Fraschini | libero     |
| C        | Luigi Rivolta    | Isotta Fraschini | libero     |
| P        | Giuseppe Rossoni | Isotta Fraschini | libero     |
| A        | Secondo Tessiora | Isotta Fraschini | libero     |

| Cessioni | Cessioni              | Cessioni | Cessioni   |
| -------- | --------------------- | -------- | ---------- |
| C        | Antonio Andreoli      | ???      | definitivo |
| ?        | Alfonso Arnaboldi     | ???      | definitivo |
| C        | Ugo Balzaretti        | ???      | definitivo |
| .        | Giovanni Berra        | ???      | definitivo |
| A        | Umberto Borroni       | ???      | definitivo |
| A        | Felice Ceriani        | ???      | definitivo |
| A        | Egisto Chelini        | ???      | definitivo |
| .        | Natale Ferrario       | ???      | definitivo |
| .        | Gaetano Galimberti    | ???      | definitivo |
| .        | Emilio Garaguti       | ???      | definitivo |
| C        | Silvio Giannoni (I)   | ???      | definitivo |
| .        | Francesco Grassi      | ???      | definitivo |
| .        | Candido Ronchi        | ???      | definitivo |
| P        | Carlo Rosa            | ???      | definitivo |
| .        | Antonio Scorza        | ???      | definitivo |
| .        | Nello Settimelli      | ???      | definitivo |
| A        | Renzo Edoardo Turconi | ???      | definitivo |
| .        | Enea Zipoli           | ???      | definitivo |